# Jonathan David
Jonathan Christian David (sinh ngày 14 tháng 1 năm 2000) là một cầu thủ bóng đá chuyên nghiệp hiện đang thi đấu ở vị trí tiền đạo cho câu lạc bộ Ligue 1 Lille. Sinh ra ở Mỹ có bố mẹ là người Haiti, David lớn lên ở Ottawa, Ontario và thi đấu cho đội tuyển bóng đá quốc gia Canada.

## Thống kê sự nghiệp

### Câu lạc bộ
Tính đến ngày 19 tháng 5 năm 2024
| Câu lạc bộ          | Mùa giải            | Giải đấu            | Giải đấu | Giải đấu | Cúp quốc gia | Cúp quốc gia | Châu lục | Châu lục | Khác | Khác | Tổng cộng | Tổng cộng |
| Câu lạc bộ          | Mùa giải            | Hạng đấu            | Trận     | Bàn      | Trận         | Bàn          | Trận     | Bàn      | Trận | Bàn  | Trận      | Bàn       |
| ------------------- | ------------------- | ------------------- | -------- | -------- | ------------ | ------------ | -------- | -------- | ---- | ---- | --------- | --------- |
| Gent                | 2018–19             | Belgian Pro League  | 33       | 12       | 6            | 0            | 4        | 2        | —    | —    | 43        | 14        |
| Gent                | 2019–20             | Belgian Pro League  | 27       | 18       | —            | —            | 13       | 5        | —    | —    | 40        | 23        |
| Gent                | Tổng cộng           | Tổng cộng           | 60       | 30       | 6            | 0            | 17       | 7        | —    | —    | 83        | 37        |
| Lille               | 2020–21             | Ligue 1             | 37       | 13       | 3            | 0            | 8        | 0        | —    | —    | 48        | 13        |
| Lille               | 2021–22             | Ligue 1             | 38       | 15       | 1            | 1            | 8        | 3        | 1    | 0    | 48        | 19        |
| Lille               | 2022–23             | Ligue 1             | 37       | 24       | 3            | 2            | —        | —        | —    | —    | 40        | 26        |
| Lille               | 2023–24             | Ligue 1             | 26       | 15       | 3            | 3            | 8        | 4        | —    | —    | 37        | 22        |
| Lille               | Tổng cộng           | Tổng cộng           | 138      | 67       | 10           | 6            | 24       | 7        | 1    | 0    | 173       | 80        |
| Tổng cộng sự nghiệp | Tổng cộng sự nghiệp | Tổng cộng sự nghiệp | 198      | 97       | 16           | 6            | 41       | 14       | 1    | 0    | 256       | 117       |

1. ↑  Bao gồm Belgian Cup, Coupe de France
2. 1 2 3  Số lần ra sân tại UEFA Europa League
3. ↑  Số lần ra sân tại UEFA Champions League
4. ↑  Số lần ra sân tại Trophée des Champions
5. ↑  Số lần ra sân tại UEFA Europa Conference League

### Quốc tế
Tính đến ngày 13 tháng 7 năm 2024
| Đội tuyển quốc gia | Năm       | Trận | Bàn |
| ------------------ | --------- | ---- | --- |
| Canada             | 2018      | 3    | 3   |
| Canada             | 2019      | 9    | 8   |
| Canada             | 2020      | 0    | 0   |
| Canada             | 2021      | 12   | 7   |
| Canada             | 2022      | 14   | 4   |
| Canada             | 2023      | 7    | 4   |
| Canada             | 2024      | 9    | 2   |
| Tổng cộng          | Tổng cộng | 54   | 28  |

Bàn thắng và kết quả của Canada được để trước.
| #  | Ngày                 | Địa điểm                                                      | Số trận | Đối thủ                  | Bàn thắng | Kế quả      | Giải đấu                                  |
| -- | -------------------- | ------------------------------------------------------------- | ------- | ------------------------ | --------- | ----------- | ----------------------------------------- |
| 1  | 9 tháng 9 năm 2018   | IMG Academy, Bradenton, Hoa Kỳ                                | 1       | Quần đảo Virgin thuộc Mỹ | 3–0       | 8–0         | Vòng loại CONCACAF Nations League 2019–20 |
| 2  | 9 tháng 9 năm 2018   | IMG Academy, Bradenton, Hoa Kỳ                                | 1       | Quần đảo Virgin thuộc Mỹ | 4–0       | 8–0         | Vòng loại CONCACAF Nations League 2019–20 |
| 3  | 16 tháng 10 năm 2018 | BMO Field, Toronto, Canada                                    | 2       | Dominica                 | 1–0       | 5–0         | Vòng loại CONCACAF Nations League 2019–20 |
| 4  | 24 tháng 3 năm 2019  | BC Place, Vancouver, Canada                                   | 4       | Guyane thuộc Pháp        | 3–1       | 4–1         | Vòng loại CONCACAF Nations League 2019–20 |
| 5  | 15 tháng 6 năm 2019  | Sân vận động Rose Bowl, Pasadena, Hoa Kỳ                      | 5       | Martinique               | 1–0       | 4–0         | Cúp Vàng CONCACAF 2019                    |
| 6  | 15 tháng 6 năm 2019  | Sân vận động Rose Bowl, Pasadena, Hoa Kỳ                      | 5       | Martinique               | 2–0       | 4–0         | Cúp Vàng CONCACAF 2019                    |
| 7  | 23 tháng 6 năm 2019  | Sân vận động Bank of America, Charlotte, Hoa Kỳ               | 7       | Cuba                     | 1–0       | 7–0         | Cúp Vàng CONCACAF 2019                    |
| 8  | 23 tháng 6 năm 2019  | Sân vận động Bank of America, Charlotte, Hoa Kỳ               | 7       | Cuba                     | 6–0       | 7–0         | Cúp Vàng CONCACAF 2019                    |
| 9  | 23 tháng 6 năm 2019  | Sân vận động Bank of America, Charlotte, Hoa Kỳ               | 7       | Cuba                     | 7–0       | 7–0         | Cúp Vàng CONCACAF 2019                    |
| 10 | 29 tháng 6 năm 2019  | Sân vận động NRG, Houston, Hoa Kỳ                             | 8       | Haiti                    | 1–0       | 2–3         | Cúp Vàng CONCACAF 2019                    |
| 11 | 7 tháng 9 năm 2019   | BMO Field, Toronto, Canada                                    | 9       | Cuba                     | 2–0       | 6–0         | CONCACAF Nations League 2019–20           |
| 12 | 5 tháng 6 năm 2021   | IMG Academy, Bradenton, Hoa Kỳ                                | 13      | Aruba                    | 7–0       | 7–0         | Vòng loại FIFA World Cup 2022             |
| 13 | 8 tháng 6 năm 2021   | SeatGeek Stadium, Bridgeview, United States                   | 14      | Suriname                 | 2–0       | 4–0         | Vòng loại FIFA World Cup 2022             |
| 14 | 8 tháng 6 năm 2021   | SeatGeek Stadium, Bridgeview, United States                   | 14      | Suriname                 | 3–0       | 4–0         | Vòng loại FIFA World Cup 2022             |
| 15 | 8 tháng 6 năm 2021   | SeatGeek Stadium, Bridgeview, United States                   | 14      | Suriname                 | 4–0       | 4–0         | Vòng loại FIFA World Cup 2022             |
| 16 | 8 tháng 9 năm 2021   | BMO Field, Toronto, Canada                                    | 19      | El Salvador              | 2–0       | 3–0         | Vòng loại FIFA World Cup 2022             |
| 17 | 13 tháng 10 năm 2021 | BMO Field, Toronto, Canada                                    | 22      | Panama                   | 4–1       | 4–1         | Vòng loại FIFA World Cup 2022             |
| 18 | 12 tháng 11 năm 2021 | Sân vận động Commonwealth, Edmonton, Canada                   | 23      | Costa Rica               | 1–0       | 1–0         | Vòng loại FIFA World Cup 2022             |
| 19 | 27 tháng 1 năm 2022  | Sân vận động Olímpico Metropolitano, San Pedro Sula, Honduras | 25      | Honduras                 | 2–0       | 2–0         | Vòng loại FIFA World Cup 2022             |
| 20 | 2 tháng 2 năm 2022   | Sân vận động Cuscatlán, San Salvador, El Salvador             | 27      | El Salvador              | 2–0       | 2–0         | Vòng loại FIFA World Cup 2022             |
| 21 | 13 tháng 6 năm 2022  | Sân vận động Olímpico Metropolitano, San Pedro Sula, Honduras | 32      | Honduras                 | 1–2       | 1–2         | CONCACAF Nations League 2022–23           |
| 22 | 23 tháng 9 năm 2022  | Sân vận động Franz Horr, Vienna, Áo                           | 33      | Qatar                    | 2–0       | 2–0         | Giao hữu                                  |
| 23 | 25 tháng 3 năm 2023  | Ergilio Hato Stadium, Willemstad, Curaçao                     | 39      | Curaçao                  | 1–0       | 2–0         | CONCACAF Nations League 2022–23           |
| 24 | 28 tháng 3 năm 2023  | BMO Field, Toronto, Canada                                    | 40      | Honduras                 | 3–0       | 4–1         | CONCACAF Nations League 2022–23           |
| 25 | 15 tháng 6 năm 2023  | Sân vận động Allegiant, Las Vegas, Hoa Kỳ                     | 41      | Panama                   | 1–0       | 2–0         | CONCACAF Nations League 2022–23           |
| 26 | 18 tháng 11 năm 2023 | Independence Park, Kingston, Jamaica                          | 44      | Jamaica                  | 1–0       | 2–1         | CONCACAF Nations League 2023–24           |
| 27 | 25 tháng 6 năm 2024  | Children's Mercy Park, Kansas City, Hoa Kỳ                    | 51      | Perú                     | 1–0       | 1–0         | Copa América 2024                         |
| 28 | 13 tháng 7 năm 2024  | Sân vận động Hard Rock, Miami, Hoa Kỳ                         | 54      | Uruguay                  | 2–1       | 2–2 (3–4 p) | Copa América 2024                         |